# Luis Martín García

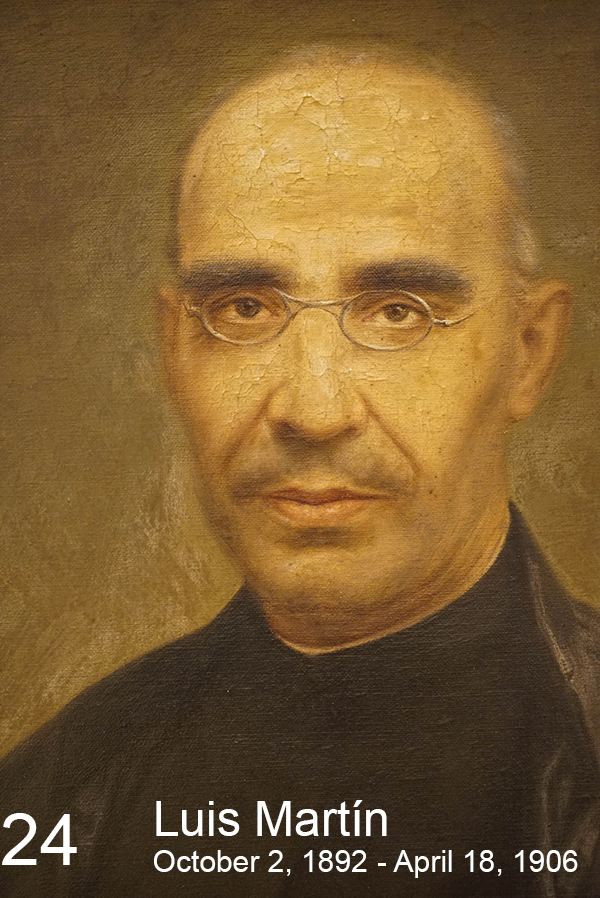
Luis Martín

Luis Martín García SJ (* 19. August 1846 in Melgar de Fernamental bei Burgos; † 18. April 1906 in Rom) war der 24. General der Jesuiten.

## Leben
Luis Martín wurde mit zwölf Jahren in das Bischöfliche Knabenseminar der Erzdiözese Burgos aufgenommen. 1864 trat er in die Gesellschaft Jesu ein und verbrachte sein zweijähriges Noviziat im Stammhaus des Ordens in Loyola. Als Ordensstudent wurde er 1868 aus Spanien vertrieben und verbrachte einige Jahre in Frankreich im Exil, wo er seine kirchlichen Studien abschloss und mit 30 Jahren zum Priester geweiht wurde. Anschließend wirkte er als Theologiedozent in verschiedenen Häusern seines Ordens. Drei Jahre nach Aufhebung des Jesuitenverbots in Spanien (1874) kehrte er endgültig in sein Heimatland zurück. Er war von 1880 bis 1885 Rektor des zentralen spanischen Jesuitenseminars in Salamanca, das unter seiner Leitung reformiert wurde. Ab 1885 leitete er in Bilbao die Zeitschrift El Mensajero del Corazón de Jesús, der er eine professionelle und moderne Ausrichtung gab. Im gleichen Jahr wurde er Oberer des Jesuitenkollegs in Deusto bei Bilbao und anschließend für einige Monate Gründungsrektor der aus diesem Kolleg heraus entstehenden Universität Deusto. Von 1886 bis 1891 amtierte er als Ordensprovinzial der Jesuitenprovinz von Kastilien (die damals das Baskenland, Navarra, Logroño, Santander, Asturien, Galicien, León und Altkastilien umfasste) und wurde anschließend Generalvikar seines Ordens in Fiesole bei Florenz, wo sich zu dieser Zeit die Generalkurie der Jesuiten befand. Nach dem Tod des 23. Ordensgenerals Anton Maria Anderledy am 18. Januar 1892 wählte ihn die unter seinem Vorsitz in Loyola zusammengetretene außerordentliche Generalversammlung der Jesuiten im Oktober desselben Jahres zu dessen Nachfolger. Kurz nach seiner Wahl verlegte er den Sitz der Ordensleitung von Fiesole zurück nach Rom, wo er sich seitdem aufhielt und 1906 starb. Während seines Generalats verfasste er unter dem Titel Memorias eine spätestens 1895 begonnene Autobiografie, die auf mehr als 2700 handschriftlich abgefassten Reinschriftseiten auch umfangreiche Abschriften aus Originalurkunden sowie Zeitzeugnisse zahlreicher Persönlichkeiten aus dem politischen und religiösen Leben enthält und 1988 nach ihrer Wiederentdeckung im Ordensarchiv von Loyola ediert und veröffentlicht wurde. Die chronikartige Abhandlung behandelt unter anderem die inneren Verhältnisse und öffentlichen Projekte des Jesuitenordens in Spanien, mit denen Martín in Verbindung stand, das spannungsreiche Verhältnis des Ordens zum spanischen Staat und zum Carlismus, Kulturprojekte wie die Gründung der bedeutenden Jesuitenzeitschrift Razón y Fe im Jahr 1901 und die Stellung der Jesuiten in der im letzten Jahrzehnt des 19. Jahrhunderts erwachenden baskischen Unabhängigkeitsbewegung. 1905 wurde Martín der rechte Arm amputiert, was ihn jedoch nicht von der Weiterarbeit an seinem Werk im letzten Lebensjahr abhielt.
Er galt als „Freund und Bundesgenosse“ von Vives y Tutó, man sprach von der „bekannten spanischen Trias der vatikanischen Hochburg“: Martín, Merry del Val und Vives y Tutó.

## Quelle
- Ignacio Arana Pérez: Memorias del P. Luis Martín, General de la Compañía de Jesús (1846–1906) (Rezension zu den in Rom, Madrid und Bilbao 1988 herausgegebenen Memorias). In: Revista Internacional de los Estudios Vascos 35 (1990), S. 297–301.